# Carrières de Montmartre

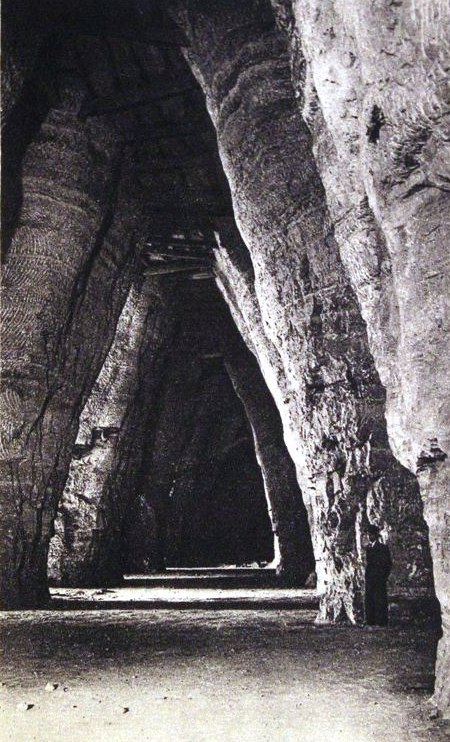
Vide caractéristique d'une carrière de gypse de Montmartre.

Les carrières de Montmartre, dont le gypse fut exploité depuis l'époque gallo-romaine et transformé par les nombreux fours à chaux de la butte Montmartre, ont longtemps servi à confectionner le plâtre le plus fin et le plus réputé, tant pour la construction que pour les moulages : le « plâtre de Paris » ou « blanc parisien ».
Dans le jeu vidéo Steelrising une partie du jeu se trouve dans la carrière de Montmartre, qui est représentée de manière réaliste, sans être précise historiquement.

## Histoire
À la fin du XIXe siècle, les carrières s'étendaient sur plus de 300 km de galeries. Le plâtre fut utilisé à grande échelle dans la capitale, d'où le dicton montmartrois : « Il y a bien plus de Montmartre dans Paris que de Paris dans Montmartre ».
Lors de la Commune de Paris, les carrières de Montmartre furent transformées en lieu d'exécution et en fosses communes. Elles furent par la suite remplacées par le cimetière de Montmartre, et ont donné son nom à l'actuel quartier des Grandes-Carrières.
Aujourd'hui, ces carrières ont été presque entièrement comblées ou foudroyées. Le foudroyage consiste à provoquer l'effondrement naturel, pour le faire survenir à un moment connu et après avoir sécurisé les alentours. Le principe est le même que pour les avalanches en montagne. La technique consiste à faire exploser un tonneau de poudre dans chaque pilier de sorte que la colline se tasse. Le foudroyage était entrepris lorsqu'il était projeté de lotir et bâtir les quartiers concernés. Cependant, quelques vides inaccessibles subsistent encore sous certaines rues, provoquant parfois des effondrements ou des glissements. Le problème existait déjà depuis au moins 1785, lorsque la rue Lepic, qui à l'époque n'était qu'un chemin, s'était effondrée. Très exactement 200 ans plus tard, pendant les années 1980, les effondrements étaient encore à l'ordre du jour et des associations de voisins de la butte Montmartre tentaient de convaincre les pouvoirs publics de prendre des mesures de protection,. Plus récemment, en juillet 2018, un effondrement de chaussée bloqua un camion qui s'y était engouffré. Cela requit l'intervention de la brigade de sapeurs-pompiers de Paris.
| Plaque commémorative |
| Plaque commémorative apposée sur le mur du square Louise-Michel, à l'extrémité nord de la rue Ronsard, où se trouvait l'entrée des carrières de Montmartre. |

| Entrées des carrières de Montmartre, sur le versant est de la butte, telles qu'elles étaient vers 1830, lors de leur exploitation  |
| Entrées des carrières de Montmartre, sur le versant est de la butte, telles qu'elles étaient vers 1830, lors de leur exploitation. |

## Littérature
Les carrières de Montmartre jouent un rôle dans le roman en prose Jourdain de Blaves (Jourdain de Blaye) qui date de la fin du XVe siècle et qui a été conservé par deux éditions du XVIe siècle, dues au imprimeurs parisiens Michel le Noir et Jehan Bonfons :

« Et quant Formont le sceut, il fut fort esbahy et dist qu'il ne s'en pourroit aller a son païs. Or oyez comme le traïstre scet trouver d'alongement. Il saillit hors de Paris si secrettement tout seul et s'en alla vers Mont Martre et se bouta a une karriere que on avoit minee pour avoir la pierre de dedans. Il porta tant de paille que il se povoit bien coucher dessus. Et la y fut tant le traïstre vivant de ce qu'il povoit desrober aux pa[s]toureaulx, car quant il les veoit disgner il leur roboit leur boire et leur manger, et y fut si longuement que le roy d'Escosse retourna de Gardes. »

— Michel le Noir, Paris, 1520, feuillet .lix. verso.
Elles apparaissent également dans le roman Paris, d'Edward Rutherfurd, et dans les bandes dessinées Marion Duval d'Yvan Pommaux (tome 11, 2001) et Le Sang des cerises de François Bourgeon (Les Passagers du vent, tome 8, livre 1, 2018).

## Importance dans l'histoire des sciences
De nombreux fossiles ont depuis longtemps été extraits des carrières de Montmartre. Pendant la période comprise entre le dernier quart du XVIIIe siècle et le premier quart du XIXe siècle, certains de ces fossiles ont joué un rôle très important dans les bouleversements scientifiques de l'époque. Lorsque Georges Cuvier (1769-1832) arriva de province à Paris en 1795 et que son tour vint d'étudier ces fossiles, quelques-uns, encore actuellement conservés au Muséum national d'histoire naturelle à Paris, attirèrent son attention. Par exemple les spécimens encore de nos jours appelés la « Bergeronnette de Cuvier » (Palaegithalus cuvieri, un oiseau fossile), la sarigue nommée « sarigue de Montmartre » ou « sarigue de Cuvier » (Peratherium cuvieri, un marsupial fossile) ou encore les différents spécimens du genre Palaeotherium, tous furent utilisés par Cuvier pour contribuer à la fondation de ces sciences que sont l'anatomie comparée et la paléontologie, ainsi qu'à faire admettre au monde entier le concept d'extinction des espèces.
| La Bergeronnette de Cuvier                          |
| La Bergeronnette de Cuvier (Palaegithalus cuvieri). |

| La Sarigue de Cuvier (Peratherium cuvieri). |
| La Sarigue de Cuvier (Peratherium cuvieri). |

| L'un des Palaeotherium étudiés par Cuvier (ici, Palaeotherium medium). |
| L'un des Palaeotherium étudiés par Cuvier (ici, Palaeotherium medium). |